# The Sin Flood
The Sin Flood  è un film muto del 1922 diretto da Frank Lloyd.
Il soggetto è la versione per lo schermo di Syndafloden, un lavoro teatrale di Henning Berger adattato in inglese da Frank Allen. Il dramma, con il titolo The Deluge era andato in scena a Broadway nel 1917 con, tra gli interpreti, Edward G. Robinson. Lo spettacolo era tornato in scena con  lo stesso cast nel gennaio del 1922, l'anno di produzione del film.
Il film fu l'addio allo schermo per l'attore Darwin Karr. Nei credit, appare il nome dell'aiuto regista Harry Weil che lavorò per breve tempo anche come attore e sceneggiatore, firmando, tra l'altro, la sceneggiatura di Oliver Twist, un film di Frank Lloyd che aveva come protagonista Jackie Coogan e nel cast Lon Chaney.

## Trama
Lungo le rive del Mississippi, a Cottonia, ricco centro cotoniero, per evitare i danni di un'eventuale inondazione, il Cafè di Stratton viene fornito di robuste porte a tenuta stagna. Quando il fiume sfonda gli argini e la città viene messa in ginocchio, nel Cafè si trovano chiusi dentro, intrappolati, Billy Bear, giovane broker con Poppy la sua ex, una ballerina di fila. Nel locale ci sono anche il titolare, un predicatore di strada, un vagabondo, un ingegnere svedese, un attore senza un soldo, un avvocato e un agente di cambio. Protetto dalle acque, il luogo sembra però rivelarsi comunque una trappola mortale quando l'ingegnere annuncia che presto verrà a mancare l'aria. Tutti i componenti del gruppo, messi di fronte alla morte, confessano i loro peccati e si scambiano promesse di fraternità e di mutuo amore. Poi decidono di aprire le paratie: ma il diluvio è passato e l'acqua si sta ritirando. Ognuno torna alla propria vita precedente, fatta di egoismi e piccole viltà. Tranne Polly e Billy, che hanno compreso di amarsi veramente.

## Produzione
Il film fu prodotto dalla Goldwyn Pictures Corporation.

## Distribuzione
Distribuito dalla Goldwyn Pictures Corporation, il film uscì nelle sale cinematografiche statunitensi il 12 novembre 1922 dopo una prima tenuta a New York il 19 ottobre.